# Stephan Widera
Stephan Widera (* 14. März 1962 in Bremen, Künstlername auch Stephan von Vegesack) ist ein Düsseldorfer Maler, Fotograf und Mixed Media Künstler. Thematisch steht er dem Surrealismus nahe.

## Künstlerischer Werdegang
An der Hochschule Niederrhein / Krefeld studierte er Grafik- und Objekt-Design (unter anderem bei Günther Dohr und Rolf Sachsse). Seit seinem Studienabschluss ist er als freier Künstler in Düsseldorf tätig.
Seine Werke wurden bei vielen Einzel- und Gruppenausstellungen im In- und Ausland gezeigt in Galerien, Museen und auf Kunstmessen.

## Werk
Stephan Wideras Techniken sind die Malerei, die Fotografie, die Collage, die Fotomontage und die Medien-Installation. In seinen Werken verarbeitet Stephan Widera das Spannungsfeld Mensch-Natur-Technik, die Orientierungslosigkeit der Wesen in einer immer technischeren Umgebung.
„Stephan Widera’s gemalte Collagen fügen die Welt neu zusammen. Dabei spart er nichts aus, was gesellschaftliche Realität ausmacht. Ob Werbung, Konsum und Warenwirtschaft, Pharmaindustrie, Politik und Propaganda, Porno und Erotik. Ob Promi-Lust und Star-Allüren, Moden und der so genannte Zeitgeist[.] [...] Mit derselben abgründig humoristischen Betrachtung widmet sich Stephan Widera auch der Kunstgeschichte. Den affirmativen Geist der Pop-Art konterkariert er beispielsweise mit seinen brisanten gesellschaftlichen Bezügen, und Warhols Suppendosen werden durch politische Einsprengel aufgeladen. Den Konstruktivismus, der immerhin auch Gesellschaftsutopie war, lässt er einen leichtfüßigen, virtuosen Freudentanz aufführen.“ (Stefanie Lucci, Kunsthistorikerin)
Im Gegensatz zu den klassischen Surrealisten der 20er Jahre um André Breton und Max Ernst, welche das „Unterbewusste“ und den Traum als kreative Quelle nutzten, schöpft Stephan Widera seine Ideen aus dem Zufall, den Medien und der Umgebung. Durch Veränderung und Neukomposition soll aber auch hier, wie bei den historischen Surrealisten, der Realismus überwunden und eine eigene Wirklichkeit erreicht werden.
Neben privaten Sammlern haben viele Unternehmen Werke von Stephan Widera mit Grafik erworben oder beauftragt. Er ist auch unter dem  Künstlernamen Stephan von Vegesack (nach seinem Geburtsort Bremen-Vegesack) bekannt.

## Ausstellungen (Auszug)
- Brühl, Schloss Augustusburg, 1993, Preisträger ODOL-Kunstwettbewerb
- Bremen, Überseemuseum, 1994
- Krefeld, Alte Post, 1995
- St. Pölten (Österreich), Hauptbahnhof, 1997
- Preisträger 8 × 4 Kunstwettbewerb, 2002
- Bremen, Gustav-Heinemann-Haus, 2003
- Düsseldorf, Große Kunst-Ausstellung, 2005
- Knokke (Belgien), Kunstraum Knokke, 2007
- Miami (USA), Art Center South Beach, 2008
- Waregem (Belgien), Kunstsalon, 2008
- Düsseldorf, Young German Art Gallery, 2008
- Essen, zeche Zollverein, 2008
- Krefeld, Art Gallery, 2009
- Düsseldorf, Young German Art Gallery, 2009
- Krefeld, Surrealismus Museum, 2009
- Knokke (Belgien), Young German Art Gallery, 2009
- Berlin, Galerie am Gierkeplatz, 2009
- Düsseldorf, Anna Klinkhammer Galerie, 2009
- Krefeld, Kunsthaus NRW, 2010
- Duisburg, Cubus Kunsthalle, 2010
- Düsseldorf, Kunstraum NRW, 2010
- Krefeld, Kunsthaus NRW, 2011
- Aachen, Kunsthaus NRW, 2012
- Krefeld, Surrealismus Museum, 2013
- München, ponyhof artclub, 2013
- New York, Artifact, 2014
- Düsseldorf, Loft 2 Galerie, 2014
- Venedig, Palazzo Dolfin Bollani, 2014
- Köln, Kunsthaus Rhenania, 2015
- Düsseldorf, Schloß Kalkum, 2015
- Düsseldorf, Fusion Gallery, 2016
- Rom, Museo Nazionale - Palazzo Massimo, 2016
- Paris, Cité Internationale des Arts, 2017
- Nürnberg, Slow Art Galerie, 2017
- Diverse BBK Ausstellungen (Düsseldorf, Köln, Niederrhein)